# バルタサール・ゴメス・フィゲイラ
バルタサール・ゴメス・フィゲイラ（Baltazar Gomes Figueira、1604年 – 1674年 ）はポルトガルの画家である。画家、ジョゼファ・デ・オビドスの父親である。

## 略歴
ポルトガルの現在のレイリア県のオビドス（オビドゥシュ:Óbidos）の比較的裕福な職人の家に生まれた。軍人になり、アンダルシアに派遣され、セルビアで、画家を親類に持つ娘、Catalina de Ayala Camachoと知り合い、結婚した。フランシスコ・エレーラやフランシスコ・デ・スルバラン、フアン・デル・カスティーリョといった画家たちと付き合い絵を学んだ。1634年にオビドスに戻り、画家としての名声を得て、ブラガンサ公(後のポルトガル王)、ジョアン4世とアフォンソ6世の宮廷で、画家、美術品鑑定人として働いた。
1644年にはセビリアで修行を続けていた娘のジョゼファ・デ・オビドスも父親と働くようになった。
娘のジョゼファ・デ・オビドスと同じようにスペインで「ボデゴン(厨房画)」と呼ばれるジャンルの静物画も描き、それらの父娘の作品はポルトガル、エヴォラの美術館(Museu de Évora)に静物画のセクションが作られ展示されている。ペニシェの教会(Igreja da Misericórdia de Peniche)にも父娘の作品は展示されている。

## 作品

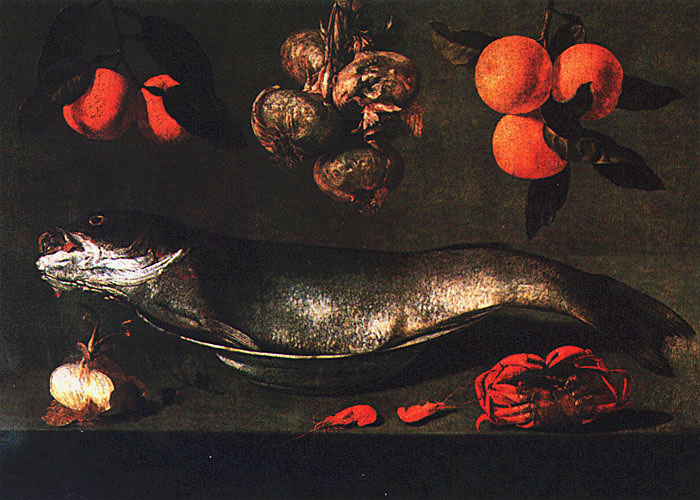
静物画
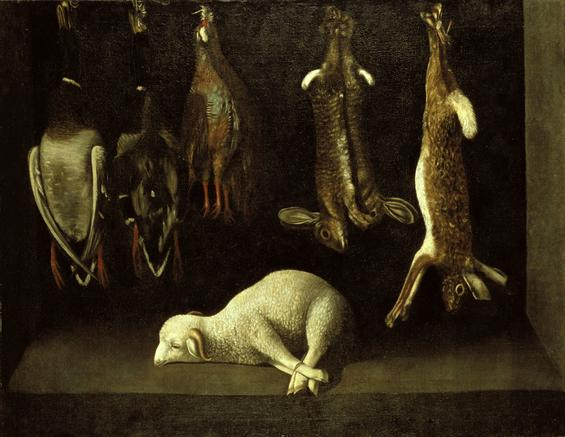
子羊と狩りの獲物のある静物画
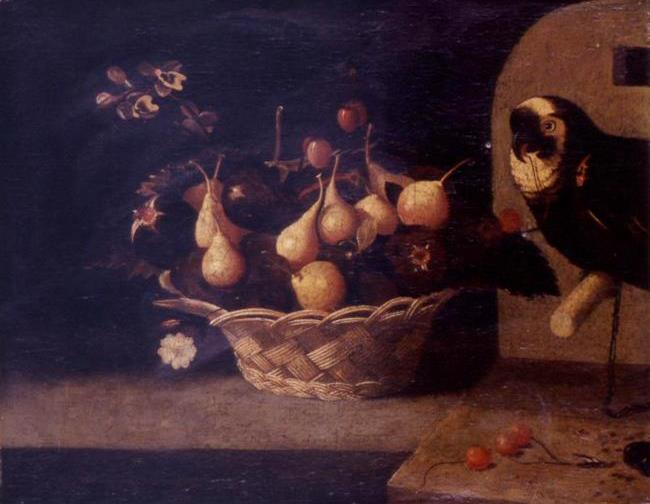
静物画